# メールチンプ
メールチンプ (MailChimp) は、電子メールを用いたマーケティング技法であるメール広告サービスの自動化プラットフォーム、またこれを運営している2001年創業のアメリカ合衆国の企業であるロケット・サイエンス・グループ (Rocket Science Group) の商号。メールチンプは、有料サービスとして始まり、2009年からは、フリーミアムのサービスが追加された。それから1年もしないうちに、ユーザー数は85,000から450,000へと膨れ上がった。2014年6月の時点で、メールチンプはユーザーのために、ひと月100億通以上のメールを送信するようになっていた。
ポッドキャスト広告事業者としてのメールチンプは、殺人事件を様々なエピソードを通して究明する『Serial』の立ち上げ時にスポンサーとして関わった。『Serial』のパロディが、この番組をいろいろな形で取り上げるようになると、スポンサー名もいじられることになったが、特に「メールキンプ (MailKimp)」はインターネット・ミームになった。
2016年、メールチンプは『フォーブス』誌の「Forbes Cloud 100」で第7位にランクされた。2017年8月、メールチンプはニューヨークのブルックリン区と、カリフォルニア州オークランドに新たなオフィスを構える予定だと報じられた。

## マンドリル騒動
2016年2月、メールチンプは、新たなメール・サービスとしてマンドリル (Mandrill) を導入し、顧客に60日間の猶予を与えた上で、新たな料金体系を受け入れるか、別のプラットフォームを見つけるか、選択することを求めた。この告知は幅広い方面からの批判を浴び、マンドリルのクレジットを得るためにメールチンプの有料サービス契約が必須で、マンドリルにアクセスするためには二つの製品を購入しなければならない状態が、顧客の憤激を呼んだ。
もともとマンドリルのクレジットは、メールチンプへのサイン・インがなくても電子メールを送れば購入することができた。クレジットは、25,000通のメールに対して当初は $9.95 の価格であったが、新たな料金体系においては、同數の電子メールを送るのに $20 かかることになっていた。さらに、マンドリルのクレジットを購入する必要がある上に、メールチンプを使わずマンドリルだけを使いたい顧客も、最低でも月に $10 がかかるメールチンプの月額有料プランに入らなければならなくなった。その後、マンドリルは、メールチンプ・トランザクショナル (MailChimp Transactional) と改名した。